# 艺术与错觉
《艺术与错觉》（Art and Illusion, A Study in the Psychology of Pictorial Representation）是恩斯特·贡布里希的一本美学和艺术史著作，1960年由普林斯顿大学出版社出版。这本书产生了广泛的影响，包括艺术史、历史（如卡洛·金茨堡称它“辉煌”）、美学（例如纳尔逊·古德曼的《艺术语言》）、符号学（翁贝托·埃可的《符号学理论》）以及音乐心理学（罗伯特·杰尔丁根的加兰特风格音乐的架构理论）。
在《艺术与错觉》中，贡布里希论证了图式（schemata）在分析艺术作品中的重要性，称艺术家只能通过学习以前的艺术家来学习表象外部世界，所以表象总是使用刻板印象的人物和方法来完成。